# LRRC18
LRRC18 (англ. Leucine rich repeat containing 18) – білок, який кодується однойменним геном, розташованим у людей на 10-й хромосомі. Довжина поліпептидного ланцюга білка становить 261 амінокислот, а молекулярна маса — 29 737.
| 10         |  | 20         |  | 30         |  | 40         |  | 50         |
| ---------- |  | ---------- |  | ---------- |  | ---------- |  | ---------- |
| MVKGEKGPKG |  | KKITLKVARN |  | CIKITFDGKK |  | RLDLSKMGIT |  | TFPKCILRLS |
| DMDELDLSRN |  | LIRKIPDSIS |  | KFQNLRWLDL |  | HSNYIDKLPE |  | SIGQMTSLLY |
| LNVSNNRLTS |  | NGLPVELKQL |  | KNIRAVNLGL |  | NHLDSVPTTL |  | GALKELHEVG |
| LHDNLLNNIP |  | VSISKLPKLK |  | KLNIKRNPFP |  | KPGESEIFID |  | SIRRLENLYV |
| VEEKDLCAAC |  | LRKCQNARDN |  | LNRIKNMATT |  | TPRKTIFPNL |  | ISPNSMAKDS |
| WEDWRIRLTS |  | S          |  |            |  |            |  |            |

A: Аланін

C: Цистеїн

D: Аспарагінова кислота

E: Глутамінова кислота

F: Фенілаланін

G: Гліцин

H: Гістидин

I: Ізолейцин

K: Лізин

L: Лейцин

M: Метіонін

N: Аспарагін

P: Пролін

Q: Глутамін

R: Аргінін

S: Серин

T: Треонін

V: Валін

W: Триптофан

Задіяний у такому біологічному процесі, як альтернативний сплайсинг. 
Локалізований у цитоплазмі.